# 와카쓰촌
와카쓰촌(和勝村)은 일본 아이치현 니와군에 설치되었던 촌이다. 현재의 고난시의 북부에 해당한다.